# A Nancy ül a fűben epizódjainak listája
Ez a cikk a Nancy ül a fűben című sorozat epizódjait listázza.

## Évados áttekintés
| Évad | Évad | Epizódok | Eredeti sugárzás    | Eredeti sugárzás     | Eredeti adó |
| Évad | Évad | Epizódok | Évadpremier         | Évadfinálé           | Eredeti adó |
| ---- | ---- | -------- | ------------------- | -------------------- | ----------- |
|      | 1    | 10       | 2005. augusztus 8.  | 2005. október 10.    | Showtime    |
|      | 2    | 12       | 2006. augusztus 14. | 2006. október 30.    | Showtime    |
|      | 3    | 15       | 2007. augusztus 13. | 2007. november 19.   | Showtime    |
|      | 4    | 13       | 2008. június 16.    | 2008. szeptember 15. | Showtime    |
|      | 5    | 13       | 2009. június 8.     | 2009. augusztus 31.  | Showtime    |
|      | 6    | 13       | 2010. augusztus 16. | 2010. november 15.   | Showtime    |
|      | 7    | 13       | 2011. június 27.    | 2011. szeptember 26. | Showtime    |
|      | 8    | 13       | 2012. július 1.     | 2012. szeptember 16. | Showtime    |

## 1. évad (2005)
| Sor. | Év. | Cím                     | Rendező          | Író                            | Premier              |
| ---- | --- | ----------------------- | ---------------- | ------------------------------ | -------------------- |
| 1.   | 1.  | You Can't Miss the Bear | Brian Dannelly   | Jenji Kohan                    | 2005. augusztus 8.   |
| 2.   | 2.  | Free Goat               | Brian Dannelly   | Jenji Kohan                    | 2005. augusztus 15.  |
| 3.   | 3.  | Good Shit Lollipop      | Craig Zisk       | Roberto Benabib                | 2005. augusztus 22.  |
| 4.   | 4.  | Fashion of the Christ   | Burr Steers      | Jenji Kohan                    | 2005. augusztus 29.  |
| 5.   | 5.  | Lude Awakening          | Lee Rose         | Devon K. Shepard               | 2005. szeptember 5.  |
| 6.   | 6.  | Dead in the Nethers     | Arlene Sanford   | Michael Platt és Barry Safchik | 2005. szeptember 12. |
| 7.   | 7.  | Higher Education        | Tucker Gates     | Shawn Schepps                  | 2005. szeptember 19. |
| 8.   | 8.  | The Punishment Light    | Robert Berlinger | Rolin Jones                    | 2005. szeptember 26. |
| 9.   | 9.  | The Punishment Lighter  | Paul Feig        | Matthew Salsberg               | 2005. október 3.     |
| 10.  | 10. | The Godmother           | Lev L. Spiro     | Jenji Kohan                    | 2005. október 10.    |

## 2. évad (2006)
| Sor. | Év. | Cím                        | Rendező             | Író                                 | Premier              |
| ---- | --- | -------------------------- | ------------------- | ----------------------------------- | -------------------- |
| 11.  | 1.  | Corn Snake                 | Craig Zisk          | Jenji Kohan                         | 2006. augusztus 14.  |
| 12.  | 2.  | Cooking with Jesus         | Craig Zisk          | Jenji Kohan                         | 2006. augusztus 21.  |
| 13.  | 3.  | Last Tango in Agrestic     | Bryan Gordon        | Roberto Benabib                     | 2006. augusztus 28.  |
| 14.  | 4.  | A.K.A. The Plant           | Lev L. Spiro        | Matthew Salsberg                    | 2006. szeptember 4.  |
| 15.  | 5.  | Mrs. Botwin's Neighborhood | Craig Zisk          | Rolin Jones                         | 2006. szeptember 11. |
| 16.  | 6.  | Crush Girl Love Panic      | Tucker Gates        | Devon K. Shepard                    | 2006. szeptember 18. |
| 17.  | 7.  | Must Find Toes             | Chris Long          | Michael Platt és Barry Safchik      | 2006. szeptember 25. |
| 18.  | 8.  | MILF Money                 | Craig Zisk          | Shawn Schepps                       | 2006. október 2.     |
| 19.  | 9.  | Bash                       | Christopher Misiano | Rinne Groff                         | 2006. október 9.     |
| 20.  | 10. | Mile Deep and a Foot Wide  | Craig Zisk          | Rolin Jones                         | 2006. október 16.    |
| 21.  | 11. | Yeah. Like Tomatoes        | Craig Zisk          | Roberto Benabib és Matthew Salsberg | 2006. október 23.    |
| 22.  | 12. | Pittsburgh                 | Craig Zisk          | Jenji Kohan                         | 2006. október 30.    |

## 3. évad (2007)
| Sor. | Év. | Cím                          | Rendező             | Író                                              | Premier              | Nézettség   |
| ---- | --- | ---------------------------- | ------------------- | ------------------------------------------------ | -------------------- | ----------- |
| 23.  | 1.  | Doing the Backstroke         | Craig Zisk          | Jenji Kohan                                      | 2007. augusztus 13.  | 0,82 millió |
| 24.  | 2.  | A Pool and His Money         | Craig Zisk          | Jenji Kohan                                      | 2007. augusztus 20.  | 0,74 millió |
| 25.  | 3.  | The Brick Dance              | Lev L. Spiro        | Roberto Benabib                                  | 2007. augusztus 27.  | N/A         |
| 26.  | 4.  | Shit Highway                 | Martha Coolidge     | Roberto Benabib                                  | 2007. szeptember 3.  | 0,74 millió |
| 27.  | 5.  | Bill Sussman                 | Craig Zisk          | Rolin Jones                                      | 2007. szeptember 10. | N/A         |
| 28.  | 6.  | Grasshopper                  | Perry Lang          | Devon K. Shepard                                 | 2007. szeptember 17. | N/A         |
| 29.  | 7.  | He Taught Me How To Drive By | Paul Feig           | Matthew Salsberg                                 | 2007. szeptember 24. | 0,64 millió |
| 30.  | 8.  | The Two Mrs. Scottsons       | Craig Zisk          | Rolin Jones                                      | 2007. október 1.     | 0,58 millió |
| 31.  | 9.  | Release the Hounds           | Ernest Dickerson    | Blair Singer                                     | 2007. október 8.     | 0,52 millió |
| 32.  | 10. | Roy Till Called              | Craig Zisk          | Victoria Morrow                                  | 2007. október 15.    | N/A         |
| 33.  | 11. | Cankles                      | Julie Anne Robinson | Christina Kiang Booth                            | 2007. október 22.    | 0,61 millió |
| 34.  | 12. | The Dark Time                | Ernest Dickerson    | Victoria Morrow                                  | 2007. október 29.    | 0,69 millió |
| 35.  | 13. | Risk                         | Paul Feig           | Roberto Benabib, Rolin Jones és Matthew Salsberg | 2007. november 5.    | N/A         |
| 36.  | 14. | Protection                   | Randy Zisk          | Roberto Benabib                                  | 2007. november 12.   | 0,68 millió |
| 37.  | 15. | Go                           | Craig Zisk          | Jenji Kohan                                      | 2007. november 19.   | 0,74 millió |

## 4. évad (2008)
| Sor. | Év. | Cím                                                              | Rendező             | Író                                              | Premier              | Nézettség   |
| ---- | --- | ---------------------------------------------------------------- | ------------------- | ------------------------------------------------ | -------------------- | ----------- |
| 38.  | 1.  | Mother Thinks the Birds Are After Her                            | Craig Zisk          | Jenji Kohan                                      | 2008. június 16.     | 1,35 millió |
| 39.  | 2.  | Lady's a Charm                                                   | Craig Zisk          | Victoria Morrow                                  | 2008. június 23.     | 1,10 millió |
| 40.  | 3.  | The Whole Blah Damn Thing                                        | David Steinberg     | Ron Fitzgerald                                   | 2008. június 30.     | 0,86 millió |
| 41.  | 4.  | The Three Coolers                                                | Paris Barclay       | Roberto Benabib                                  | 2008. július 7.      | 1,06 millió |
| 42.  | 5.  | No Man is Pudding                                                | Craig Zisk          | Rolin Jones                                      | 2008. július 14.     | 1,00 millió |
| 43.  | 6.  | Excellent Treasures                                              | Julie Anne Robinson | Jenji Kohan                                      | 2008. július 21.     | 1,03 millió |
| 44.  | 7.  | Yes I Can                                                        | Scott Ellis         | Matthew Salsberg                                 | 2008. július 28.     | 0,77 millió |
| 45.  | 8.  | I Am the Table                                                   | Adam Bernstein      | David Holstein és Brendan Kelly                  | 2008. augusztus 4.   | 0,94 millió |
| 46.  | 9.  | Little Boats                                                     | Craig Zisk          | Ron Fitzgerald                                   | 2008. augusztus 11.  | 0,85 millió |
| 47.  | 10. | The Love Circle Overlap                                          | Julie Anne Robinson | Victoria Morrow                                  | 2008. augusztus 18.  | 0,88 millió |
| 48.  | 11. | Head Cheese                                                      | Craig Zisk          | Roberto Benabib, Rolin Jones és Matthew Salsberg | 2008. augusztus 25.  | 0,82 millió |
| 49.  | 12. | Till We Meet Again                                               | Michael Trim        | Roberto Benabib, Rolin Jones és Matthew Salsberg | 2008. szeptember 8.  | 0,93 millió |
| 50.  | 13. | If You Work for a Living, Then Why Do You Kill Yourself Working? | Craig Zisk          | Jenji Kohan                                      | 2008. szeptember 15. | 1,01 millió |

## 5. évad (2009)
| Sor. | Év. | Cím                     | Rendező             | Író                                 | Premier             |
| ---- | --- | ----------------------- | ------------------- | ----------------------------------- | ------------------- |
| 51.  | 1.  | Wonderful Wonderful     | Scott Ellis         | Jenji Kohan                         | 2009. június 8.     |
| 52.  | 2.  | Machetes Up Top         | Michael Pressman    | Victoria Morrow                     | 2009. június 15.    |
| 53.  | 3.  | Su-Su-Sucio             | Lesli Linka Glatter | Roberto Benabib és Matthew Salsberg | 2009. június 22.    |
| 54.  | 4.  | Super Lucky Happy       | Scott Ellis         | Ron Fitzgerald                      | 2009. június 29.    |
| 55.  | 5.  | Van Nuys                | Bethany Rooney      | Stephen Falk                        | 2009. július 6.     |
| 56.  | 6.  | A Modest Proposal       | Michael Trim        | Vanessa Reisen                      | 2009. július 13.    |
| 57.  | 7.  | Where the Sidewalk Ends | Jeremy Podeswa      | Roberto Benabib és Matthew Salsberg | 2009. július 20.    |
| 58.  | 8.  | A Distinctive Horn      | Scott Ellis         | Chris Offutt                        | 2009. július 27.    |
| 59.  | 9.  | Suck 'n' Spit           | Michael Trim        | Brendan Kelly                       | 2009. augusztus 3.  |
| 60.  | 10. | Perro Insano            | Scott Ellis         | David Holstein                      | 2009. augusztus 10. |
| 61.  | 11. | Ducks and Tigers        | Matt Shakman        | Stephen Falk                        | 2009. augusztus 17. |
| 62.  | 12. | Glue                    | Michael Pressman    | Ron Fitzgerald                      | 2009. augusztus 24. |
| 63.  | 13. | All About My Mom        | Scott Ellis         | Jenji Kohan                         | 2009. augusztus 31. |

## 6. évad (2010)
| Sor. | Év. | Cím                          | Rendező        | Író                                 | Premier              | Nézettség   |
| ---- | --- | ---------------------------- | -------------- | ----------------------------------- | -------------------- | ----------- |
| 64.  | 1.  | Thwack                       | Scott Ellis    | Jenji Kohan                         | 2010. augusztus 16.  | 1,26 millió |
| 65.  | 2.  | Felling and Swamping         | Scott Ellis    | Victoria Morrow                     | 2010. augusztus 23.  | 1,04 millió |
| 66.  | 3.  | A Yippity Sippity            | Tate Donovan   | Brendan Kelly                       | 2010. augusztus 30.  | 1,02 millió |
| 67.  | 4.  | Bliss                        | Eric Jewett    | Stephen Falk                        | 2010. szeptember 13. | 0,96 millió |
| 68.  | 5.  | Boomerang                    | Scott Ellis    | Stephen Falk                        | 2010. szeptember 20. | 0,83 millió |
| 69.  | 6.  | A Shoe for a Shoe            | Michael Trim   | David Holstein                      | 2010. szeptember 27. | 0,99 millió |
| 70.  | 7.  | Pinwheels and Whirligigs     | Mike Uppendahl | Carly Mensch                        | 2010. október 4.     | 0,68 millió |
| 71.  | 8.  | Gentle Puppies               | Scott Ellis    | Victoria Morrow                     | 2010. október 11.    | 0,93 millió |
| 72.  | 9.  | To Moscow, and Quickly       | Michael Trim   | David Holstein és Carly Mensch      | 2010. október 18.    | 0,85 millió |
| 73.  | 10. | Dearborn-Again               | Scott Ellis    | Roberto Benabib és Matthew Salsberg | 2010. október 25.    | 0,80 millió |
| 74.  | 11. | Viking Pride                 | Michael Trim   | Brendan Kelly és Tara Herrmann      | 2010. november 1.    | 0,99 millió |
| 75.  | 12. | Fran Tarkenton               | David Warren   | Stephen Falk                        | 2010. november 8.    | 0,86 millió |
| 76.  | 13. | Theoretical Love Is Not Dead | Scott Ellis    | Jenji Kohan                         | 2010. november 15.   | 0,99 millió |

## 7. évad (2011)
| Sor. | Év. | Cím                            | Rendező      | Író                                 | Premier              | Nézettség   |
| ---- | --- | ------------------------------ | ------------ | ----------------------------------- | -------------------- | ----------- |
| 77.  | 1.  | Bags                           | Scott Ellis  | Jenji Kohan                         | 2011. június 27.     | 1,19 millió |
| 78.  | 2.  | From Trauma Cometh Something   | Michael Trim | Carly Mensch                        | 2011. július 4.      | 0,62 millió |
| 79.  | 3.  | Game-Played                    | Scott Ellis  | Victoria Morrow                     | 2011. július 11.     | 0,78 millió |
| 80.  | 4.  | A Hole in Her Niqab            | Eric Jewett  | David Holstein                      | 2011. július 18.     | 0,67 millió |
| 81.  | 5.  | Fingers Only Meat Banquet      | Scott Ellis  | Brendan Kelly                       | 2011. július 25.     | 0,68 millió |
| 82.  | 6.  | Object Impermanence            | Michael Trim | Stephen Falk                        | 2011. augusztus 1.   | 0,71 millió |
| 83.  | 7.  | Vehement v. Vigorous           | Scott Ellis  | Carly Mensch                        | 2011. augusztus 8.   | 0,69 millió |
| 84.  | 8.  | Synthetics                     | Michael Trim | Victoria Morrow                     | 2011. augusztus 15.  | 0,67 millió |
| 85.  | 9.  | Cats! Cats! Cats!              | Michael Trim | David Holstein                      | 2011. augusztus 22.  | 0,72 millió |
| 86.  | 10. | System Overhead                | Scott Ellis  | Brendan Kelly                       | 2011. augusztus 29.  | 0,80 millió |
| 87.  | 11. | Une Mère que j'aimerais baiser | Eric Jewett  | Roberto Benabib és Matthew Salsberg | 2011. szeptember 12. | 0,75 millió |
| 88.  | 12. | Qualitative Spatial Reasoning  | Scott Ellis  | Stephen Falk                        | 2011. szeptember 19. | 0,52 millió |
| 89.  | 13. | Do Her/Don't Do Her            | Michael Trim | Jenji Kohan                         | 2011. szeptember 26. | 0,56 millió |

## 8. évad (2012)
| Sor. | Év. | Cím                                  | Rendező             | Író             | Premier              | Nézettség   |
| ---- | --- | ------------------------------------ | ------------------- | --------------- | -------------------- | ----------- |
| 90.  | 1.  | Messy                                | Michael Trim        | Jenji Kohan     | 2012. július 1.      | 0,81 millió |
| 91.  | 2.  | A Beam of Sunshine                   | Michael Trim        | Victoria Morrow | 2012. július 8.      | 0,61 millió |
| 92.  | 3.  | See Blue and Smell Cheese and Die    | Julie Anne Robinson | David Holstein  | 2012. július 15.     | 0,78 millió |
| 93.  | 4.  | Only Judy Can Judge                  | Michael Trim        | Carly Mensch    | 2012. július 22.     | 0,57 millió |
| 94.  | 5.  | Red in Tooth and Claw                | Michael Trim        | Stephen Falk    | 2012. július 29.     | 0,48 millió |
| 95.  | 6.  | Allosaurus Crush Castle              | Julie Anne Robinson | Brendan Kelly   | 2012. augusztus 5.   | 0,64 millió |
| 96.  | 7.  | Unfreeze                             | Perry Lang          | Victoria Morrow | 2012. augusztus 12.  | 0,56 millió |
| 97.  | 8.  | Five Miles From Yetzer Hara          | Phil Abraham        | David Holstein  | 2012. augusztus 19.  | 0,77 millió |
| 98.  | 9.  | Saplings                             | Michael Trim        | Carly Mensch    | 2012. augusztus 26.  | 0,68 millió |
| 99.  | 10. | Threshold                            | Eric Jewett         | Brendan Kelly   | 2012. szeptember 2.  | 0,61 millió |
| 100. | 11. | God Willing and the Creek Don't Rise | Uta Briesewitz      | Stephen Falk    | 2012. szeptember 9.  | 0,69 millió |
| 101. | 12. | It's Time Part 1                     | Michael Trim        | Jenji Kohan     | 2012. szeptember 16. | 0,86 millió |
| 102. | 13. | It's Time Part 2                     | Michael Trim        | Jenji Kohan     | 2012. szeptember 16. | 0,86 millió |